# 張忠 (嘉靖進士)
張忠（1494年—？），字顯父、又字显夫，號梅江，直隸任丘縣（今河北省任丘市）人，明朝政治人物。

## 生平
嘉靖七年（1528年）戊子科順天府鄉試第八十四名舉人。嘉靖八年（1529年）中式己丑科會試第二百五十一名，登第三甲第五十四名進士。授南陵知县，擢吏部验封司主事，調文选司，歷官验封司员外郎、考功司、文选司郎中，二十年七月升通政使司右通政、提督誊黄，二十四年五月升南京太仆寺卿，二十六年五月改北太仆寺卿，十一月官至光祿寺卿，二十七年十二月，以三年考满，荫张忠子张照为国子生。不久告病归乡。著有《四書釋義》、《詩辯疑》及《玉林集》等。

## 家族
曾祖張廣；祖父張政；父張軏，曾任義官。母徐氏。